# ロリアナ・クカ
ロリアナ・クカ（Loriana Kuka 1997年4月5日 - ）はコソボ出身の柔道選手。階級は78kg級。叔父はコソボナショナルチーム監督のドリトン・クカ。

## 人物
それまではスイスの選手として活躍していたが、2017年にコソボに国籍を変更すると、世界ジュニア70kg級で7位になった。その後階級を78kg級に上げると、2018年のグランプリ・アンタルヤでIJFワールド柔道ツアー初優勝を飾った。地中海競技大会では2位だったが、U23ヨーロッパ選手権とグランプリ・タシュケントでは優勝した。2019年のヨーロッパ競技大会で3位になった。世界選手権では準々決勝で元世界チャンピオンであるブラジルのマイラ・アギアルに敗れるも、その後の敗者復活戦を勝ち上がって3位になった。2021年7月に日本武道館で開催された東京オリンピックでは初戦で敗れた。2023年からは階級を70㎏級に戻すと、グランプリ・ドゥシャンベで3位になった。2024年7月のパリオリンピックは78㎏級で出場するも、2回戦でウクライナのエリザベータ・リトビネンコに敗れた。
IJF世界ランキングは1160ポイント獲得で28位(23/9/16現在)。

## 主な戦績
70kg級での戦績
- 2016年 - ヨーロッパジュニア　5位
- 2017年 - ヨーロッパジュニア　5位
- 2017年 - 世界ジュニア　7位

78kg級での戦績
- 2018年 - グランプリ・アンタルヤ　優勝
- 2018年 - ヨーロッパ選手権　7位
- 2018年 - 地中海競技大会　2位
- 2018年 - U23ヨーロッパ選手権　優勝
- 2018年 - グランプリ・タシュケント　優勝
- 2019年 - グランプリ・テルアビブ　2位
- 2019年 - グランプリ・マラケシュ　2位
- 2018年 - グランプリ・トビリシ　優勝
- 2019年 - ヨーロッパ競技大会　3位
- 2019年 - 世界選手権　3位
- 2019年 -　グランドスラム・アブダビ　5位
- 2020年 -　グランドスラム・ブダペスト　3位
- 2020年 - ヨーロッパ選手権　3位
- 2021年 -　ワールドマスターズ　3位
- 2021年 -　ヨーロッパ選手権　5位
- 2022年 -　ヨーロッパオープン・サラエボ　優勝
- 2022年 -　地中海競技大会　優勝
- 2022年 -　グランドスラム・アブダビ　3位
- 2022年 -　グランドスラム・バクー　3位
- 2023年 -　グランプリ・アルマダ　3位

70kg級での戦績
- 2023年 -　グランプリ・リンツ　5位
- 2023年 -　グランプリ・ドゥシャンベ　3位

(出典、JudoInside.com)